# Lydia Williams
Lydia Grace Yilkari Williams (født 13. maj 1988) er en kvindelig australsk fodboldspiller, der spiller målvogter for engelske Arsenal i FA Women's Super League (WSL) og Australiens kvindefodboldlandshold.
Hun har tidligere spillet for Melbourne City og Canberra United i den australske W-League, Chicago Red Stars Seattle Reign FC, Houston Dash og Western New York Flash i den amerikanske National Women's Soccer League (NWSL) og svenske Piteå IF i Damallsvenskan.
Hun debuterede på det australske A-landshold i 2005 og har deltaget ved VM 2007 i Kina, VM 2011 i Tyskland, hvor hun desuden delte startsplads i målet med Melissa Barbieri. Efter Barbieris karrierestop på landsholdet i 2015, blev Williams fast førstekeeper på landsholdet og har ligeledes deltaget ved VM 2015 i Canada, Sommer-OL 2016 i Rio de Janeiro og VM 2019 i Frankrig.